# Karl Obser
Karl Joseph Obser (* 16. Januar 1860 in Karlsruhe; † 21. Januar 1944 ebenda) war ein deutscher Historiker und Archivar. Von 1906 bis 1924 war er Direktor des Generallandesarchivs Karlsruhe.

## Leben
Nach dem Besuch des Gymnasiums in Karlsruhe studierte er von 1879 bis 1883 Jura, Geschichte und Germanistik an den Universitäten Heidelberg und München. In Heidelberg war er Mitglied der Verbindung Rupertia. 1883 wurde er promoviert. 1888 wurde er ordentliches Mitglied der Badischen Historischen Kommission, für die er schon seit 1883 tätig gewesen war. 1888 wurde er, zunächst als Archivassessor, am Generallandesarchiv Karlsruhe angestellt, dessen Leitung er 1906 übernahm. 1909 wurde er Mitglied der Heidelberger Akademie der Wissenschaften. Im gleichen Jahr trat der als Katholik aufgewachsene Obser, der politisch das katholische Zentrum bekämpfte, der evangelischen Kirche bei.
Von 1897 bis 1924 versah er die Redaktion der Zeitschrift für die Geschichte des Oberrheins (ZGO), für die er auch zahlreiche Artikel verfasste.
Sein Nachlass befindet sich im Generallandesarchiv Karlsruhe.

## Schriften (Auswahl)
- Wilfrid der Ältere Bischof von York. Ein Beitrag zur angelsächsischen Geschichte des 7. Jahrhunderts. Karlsruhe 1884.
- Die Obser. Ein Beitrag zur Familiengeschichte, Müller, Karlsruhe 1911.
- Quellen zur Bau- und Kunstgeschichte des Ueberlinger Muensters, Karlsruhe 1917.

Herausgeberschaft
- Politische Korrespondenz Karl Friedrichs von Baden, Bände 3–6, Winter, Heidelberg 1893–1915.
- Denkwürdigkeiten des Markgrafen Wilhelm von Baden, Band 1, 1906.
- Jugenderinnerungen Großherzog Friedrichs I. von Baden, Winter, Heidelberg 1921.